# Lista över fornlämningar i Karlstads kommun
Lista över fornlämningar i Karlstads kommun är en förteckning av ett urval av de fornlämningar som finns i Karlstads kommun.

## Alster
| Namn                      | Lämningstyp         | Tillkomsttid | Historisk indelning | Plats | Läge                 | ID-nr          | Bild                                      |
| ------------------------- | ------------------- | ------------ | ------------------- | ----- | -------------------- | -------------- | ----------------------------------------- |
| Alster 8:1                | Röse                |              | Alster, Värmland    |       | 59.536997, 13.635667 | 10211500080001 | Ladda upp en bild av detta fornminne      |
| Alster 8:2                | Röse                |              | Alster, Värmland    |       | 59.537343, 13.635998 | 10211500080002 | Ladda upp en bild av detta fornminne      |
| Alster 8:3                | Stensättning        |              | Alster, Värmland    |       | 59.537392, 13.636207 | 10211500080003 | Ladda upp en bild av detta fornminne      |
| Alster 8:4                | Stensättning        |              | Alster, Värmland    |       | 59.537501, 13.636289 | 10211500080004 | Ladda upp en bild av detta fornminne      |
| Alster 16:1               | Röse                |              | Alster, Värmland    |       | 59.519545, 13.618711 | 10211500160001 | Ladda upp en bild av detta fornminne      |
| Alster 22:1               | Röse                |              | Alster, Värmland    |       | 59.483267, 13.612214 | 10211500220001 | Ladda upp en bild av detta fornminne      |
| Alster 22:2               | Röse                |              | Alster, Värmland    |       | 59.483316, 13.612423 | 10211500220002 | Ladda upp en bild av detta fornminne      |
| Alster 22:3               | Röse                |              | Alster, Värmland    |       | 59.483080, 13.612315 | 10211500220003 | Ladda upp en bild av detta fornminne      |
| Alster 24:1               | Stensättning        |              | Alster, Värmland    |       | 59.510571, 13.719003 | 10211500240001 | Ladda upp en till bild av detta fornminne |
| Alster 27:1               | Gravfält            |              | Alster, Värmland    |       | 59.532478, 13.644667 | 10211500270001 | Ladda upp en bild av detta fornminne      |
| Alster 38:1               | Röse                |              | Alster, Värmland    |       | 59.494895, 13.565563 | 10211500380001 | Ladda upp en bild av detta fornminne      |
| Alster 38:2               | Röse                |              | Alster, Värmland    |       | 59.495038, 13.565554 | 10211500380002 | Ladda upp en bild av detta fornminne      |
| Alster 38:3               | Röse                |              | Alster, Värmland    |       | 59.495260, 13.564904 | 10211500380003 | Ladda upp en bild av detta fornminne      |
| Alster 38:5               | Stensättning        |              | Alster, Värmland    |       | 59.495313, 13.565084 | 10211500380005 | Ladda upp en bild av detta fornminne      |
| Alster 42:1               | Röse                |              | Alster, Värmland    |       | 59.466146, 13.630104 | 10211500420001 | Ladda upp en bild av detta fornminne      |
| Kungsbacken (Alster 43:1) | Gravfält            |              | Alster, Värmland    |       | 59.459691, 13.611960 | 10211500430001 | Ladda upp en bild av detta fornminne      |
| Alster 57:1               | Hög                 |              | Alster, Värmland    |       | 59.416789, 13.601419 | 10211500570001 | Ladda upp en bild av detta fornminne      |
| Alster 88:1               | Lägenhetsbebyggelse |              | Alster, Värmland    |       | 59.435464, 13.546496 | 10211500880001 | Ladda upp en bild av detta fornminne      |
| Alster 103:1              | Stensättning        |              | Alster, Värmland    |       | 59.477336, 13.538804 | 10211501030001 | Ladda upp en bild av detta fornminne      |
| Alster 104:1              | Röse                |              | Alster, Värmland    |       | 59.496310, 13.560136 | 10211501040001 | Ladda upp en bild av detta fornminne      |
| Alster 104:2              | Stensättning        |              | Alster, Värmland    |       | 59.496417, 13.560112 | 10211501040002 | Ladda upp en bild av detta fornminne      |
| Alster 109:1              | Stensättning        |              | Alster, Värmland    |       | 59.451003, 13.507270 | 10211501090001 | Ladda upp en bild av detta fornminne      |
| Alster 111:1              | Stensättning        |              | Alster, Värmland    |       | 59.499552, 13.554940 | 10211501110001 | Ladda upp en bild av detta fornminne      |
| Alster 111:2              | Stensättning        |              | Alster, Värmland    |       | 59.499253, 13.555313 | 10211501110002 | Ladda upp en bild av detta fornminne      |
| Alster 112:1              | Stensättning        |              | Alster, Värmland    |       | 59.503013, 13.549428 | 10211501120001 | Ladda upp en bild av detta fornminne      |
| Alster 128:1              | Stensättning        |              | Alster, Värmland    |       | 59.427557, 13.591395 | 10211501280001 | Ladda upp en bild av detta fornminne      |
| Alster 128:3              | Stensättning        |              | Alster, Värmland    |       | 59.427454, 13.591138 | 10211501280003 | Ladda upp en bild av detta fornminne      |
| Alster 129:1              | Stensättning        |              | Alster, Värmland    |       | 59.426227, 13.583957 | 10211501290001 | Ladda upp en bild av detta fornminne      |
| Alster 130:1              | Stensättning        |              | Alster, Värmland    |       | 59.425908, 13.585247 | 10211501300001 | Ladda upp en bild av detta fornminne      |
| Alster 150:3              | Stensättning        |              | Alster, Värmland    |       | 59.436335, 13.610812 | 10211501500003 | Ladda upp en bild av detta fornminne      |
| Alster 151:1              | Stensättning        |              | Alster, Värmland    |       | 59.438148, 13.611840 | 10211501510001 | Ladda upp en bild av detta fornminne      |
| Alster 152:1              | Stensättning        |              | Alster, Värmland    |       | 59.438528, 13.612574 | 10211501520001 | Ladda upp en bild av detta fornminne      |
| Alster 153:1              | Stensättning        |              | Alster, Värmland    |       | 59.519820, 13.640076 | 10211501530001 | Ladda upp en bild av detta fornminne      |
| Alster 156:1              | Stensättning        |              | Alster, Värmland    |       | 59.503967, 13.548686 | 10211501560001 | Ladda upp en bild av detta fornminne      |
| Alster 157:1              | Stensättning        |              | Alster, Värmland    |       | 59.436536, 13.613725 | 10211501570001 | Ladda upp en bild av detta fornminne      |
| Alster 161:1              | Stensättning        |              | Alster, Värmland    |       | 59.473672, 13.605495 | 10211501610001 | Ladda upp en bild av detta fornminne      |
| Alster 171:1              | Stensättning        |              | Alster, Värmland    |       | 59.470299, 13.626607 | 10211501710001 | Ladda upp en bild av detta fornminne      |
| Alster 171:2              | Stensättning        |              | Alster, Värmland    |       | 59.470418, 13.626723 | 10211501710002 | Ladda upp en bild av detta fornminne      |
| Alster 180:1              | Stensättning        |              | Alster, Värmland    |       | 59.531663, 13.647041 | 10211501800001 | Ladda upp en bild av detta fornminne      |
| Alster 198                | Stensättning        |              | Alster, Värmland    |       | 59.444798, 13.619200 | 12000000108689 | Ladda upp en bild av detta fornminne      |
| Dalbotorpet (Alster 207)  | Lägenhetsbebyggelse |              | Alster, Värmland    |       | 59.425520, 13.602787 | 12000000121046 | Ladda upp en bild av detta fornminne      |

## Grava
| Namn                           | Lämningstyp      | Tillkomsttid | Historisk indelning | Plats | Läge                 | ID-nr          | Bild                                      |
| ------------------------------ | ---------------- | ------------ | ------------------- | ----- | -------------------- | -------------- | ----------------------------------------- |
| Grava 1:1                      | Gravfält         |              | Grava, Värmland     |       | 59.464749, 13.382164 | 10214000010001 | Ladda upp en bild av detta fornminne      |
| Liljekonvaljkullen (Grava 2:1) | Hög              |              | Grava, Värmland     |       | 59.455788, 13.380064 | 10214000020001 | Ladda upp en bild av detta fornminne      |
| Skansen (Grava 3:1)            | Fornborg         |              | Grava, Värmland     |       | 59.487843, 13.297790 | 10214000030001 | Ladda upp en bild av detta fornminne      |
| Grava 8:1                      | Hög              |              | Grava, Värmland     |       | 59.441202, 13.416515 | 10214000080001 | Ladda upp en till bild av detta fornminne |
| Grava 11:1                     | Hög              |              | Grava, Värmland     |       | 59.417193, 13.435422 | 10214000110001 | Ladda upp en bild av detta fornminne      |
| Grava 11:2                     | Hög              |              | Grava, Värmland     |       | 59.417390, 13.435373 | 10214000110002 | Ladda upp en bild av detta fornminne      |
| Grava 12:1                     | Gravfält         |              | Grava, Värmland     |       | 59.414906, 13.427246 | 10214000120001 | Ladda upp en bild av detta fornminne      |
| Grava 13:1                     | Stensättning     |              | Grava, Värmland     |       | 59.409101, 13.415201 | 10214000130001 | Ladda upp en bild av detta fornminne      |
| Grava 14:1                     | Stensättning     |              | Grava, Värmland     |       | 59.421538, 13.422060 | 10214000140001 | Ladda upp en bild av detta fornminne      |
| Grava 15:1                     | Gravfält         |              | Grava, Värmland     |       | 59.414823, 13.428952 | 10214000150001 | Ladda upp en bild av detta fornminne      |
| Grava 16:1                     | Hög              |              | Grava, Värmland     |       | 59.423237, 13.437449 | 10214000160001 | Ladda upp en bild av detta fornminne      |
| Grava 17:1                     | Hög              |              | Grava, Värmland     |       | 59.443165, 13.380757 | 10214000170001 | Ladda upp en bild av detta fornminne      |
| Grava 17:2                     | Röse             |              | Grava, Värmland     |       | 59.443263, 13.380239 | 10214000170002 | Ladda upp en bild av detta fornminne      |
| Grava 17:3                     | Stensättning     |              | Grava, Värmland     |       | 59.443192, 13.381231 | 10214000170003 | Ladda upp en bild av detta fornminne      |
| Grava 17:4                     | Stensättning     |              | Grava, Värmland     |       | 59.443344, 13.381220 | 10214000170004 | Ladda upp en bild av detta fornminne      |
| Dye Domarring (Grava 18:1)     | Stenkrets        |              | Grava, Värmland     |       | 59.407518, 13.475590 | 10214000180001 | Ladda upp en till bild av detta fornminne |
| Grava 19:1                     | Gravfält         |              | Grava, Värmland     |       | 59.447978, 13.452526 | 10214000190001 | Ladda upp en bild av detta fornminne      |
| Grava 20:1                     | Hög              |              | Grava, Värmland     |       | 59.450910, 13.457629 | 10214000200001 | Ladda upp en bild av detta fornminne      |
| Grava 20:2                     | Stensättning     |              | Grava, Värmland     |       | 59.451046, 13.457673 | 10214000200002 | Ladda upp en bild av detta fornminne      |
| Grava 20:4                     | Stensättning     |              | Grava, Värmland     |       | 59.450857, 13.457519 | 10214000200004 | Ladda upp en bild av detta fornminne      |
| Grava 22:1                     | Hög              |              | Grava, Värmland     |       | 59.456531, 13.449601 | 10214000220001 | Ladda upp en bild av detta fornminne      |
| Grava 25:1                     | Hällristning     |              | Grava, Värmland     |       | 59.422618, 13.485925 | 10214000250001 | Ladda upp en bild av detta fornminne      |
| Grava 27:1                     | Röse             |              | Grava, Värmland     |       | 59.425236, 13.474124 | 10214000270001 | Ladda upp en bild av detta fornminne      |
| Grava 30:1                     | Begravningsplats |              | Grava, Värmland     |       | 59.415597, 13.382747 | 10214000300001 | Ladda upp en bild av detta fornminne      |
| Grava 31:1                     | Gravfält         |              | Grava, Värmland     |       | 59.421866, 13.423291 | 10214000310001 | Ladda upp en bild av detta fornminne      |
| Grava 32:1                     | Gravfält         |              | Grava, Värmland     |       | 59.450228, 13.457404 | 10214000320001 | Ladda upp en bild av detta fornminne      |
| Grava 33:1                     | Gravfält         |              | Grava, Värmland     |       | 59.416290, 13.421618 | 10214000330001 | Ladda upp en bild av detta fornminne      |
| Grava 34:1                     | Gravfält         |              | Grava, Värmland     |       | 59.414933, 13.425837 | 10214000340001 | Ladda upp en bild av detta fornminne      |
| Grava 37:1                     | Hög              |              | Grava, Värmland     |       | 59.465535, 13.435053 | 10214000370001 | Ladda upp en bild av detta fornminne      |
| Grava 37:2                     | Hög              |              | Grava, Värmland     |       | 59.465835, 13.435243 | 10214000370002 | Ladda upp en bild av detta fornminne      |
| Grava 39:1                     | Stensättning     |              | Grava, Värmland     |       | 59.425604, 13.487246 | 10214000390001 | Ladda upp en bild av detta fornminne      |
| Grava 42:1                     | Stensättning     |              | Grava, Värmland     |       | 59.421615, 13.430196 | 10214000420001 | Ladda upp en bild av detta fornminne      |
| Grava 42:2                     | Stensättning     |              | Grava, Värmland     |       | 59.421316, 13.430041 | 10214000420002 | Ladda upp en bild av detta fornminne      |
| Grava 42:3                     | Stensättning     |              | Grava, Värmland     |       | 59.421272, 13.429853 | 10214000420003 | Ladda upp en bild av detta fornminne      |
| Grava 42:4                     | Stensättning     |              | Grava, Värmland     |       | 59.421131, 13.429607 | 10214000420004 | Ladda upp en bild av detta fornminne      |
| Grava 44:1                     | Stensättning     |              | Grava, Värmland     |       | 59.413388, 13.453429 | 10214000440001 | Ladda upp en bild av detta fornminne      |
| Grava 59:1                     | Röse             |              | Grava, Värmland     |       | 59.441833, 13.457183 | 10214000590001 | Ladda upp en bild av detta fornminne      |
| Grava 59:2                     | Röse             |              | Grava, Värmland     |       | 59.441959, 13.457245 | 10214000590002 | Ladda upp en bild av detta fornminne      |
| Grava 61:1                     | Stensättning     |              | Grava, Värmland     |       | 59.433701, 13.495647 | 10214000610001 | Ladda upp en bild av detta fornminne      |
| Grava 62:1                     | Stensättning     |              | Grava, Värmland     |       | 59.438422, 13.454793 | 10214000620001 | Ladda upp en bild av detta fornminne      |
| Grava 62:2                     | Stensättning     |              | Grava, Värmland     |       | 59.438557, 13.454784 | 10214000620002 | Ladda upp en bild av detta fornminne      |
| Grava 63:1                     | Stensättning     |              | Grava, Värmland     |       | 59.441439, 13.456752 | 10214000630001 | Ladda upp en bild av detta fornminne      |
| Grava 63:2                     | Stensättning     |              | Grava, Värmland     |       | 59.440985, 13.456752 | 10214000630002 | Ladda upp en bild av detta fornminne      |
| Grava 66:1                     | Stensättning     |              | Grava, Värmland     |       | 59.472616, 13.438757 | 10214000660001 | Ladda upp en bild av detta fornminne      |
| Grava 66:2                     | Stensättning     |              | Grava, Värmland     |       | 59.472790, 13.438956 | 10214000660002 | Ladda upp en bild av detta fornminne      |
| Grava 66:3                     | Stensättning     |              | Grava, Värmland     |       | 59.472969, 13.438944 | 10214000660003 | Ladda upp en bild av detta fornminne      |
| Grava 67:1                     | Hög              |              | Grava, Värmland     |       | 59.472153, 13.439971 | 10214000670001 | Ladda upp en bild av detta fornminne      |
| Grava 67:2                     | Hög              |              | Grava, Värmland     |       | 59.472045, 13.439961 | 10214000670002 | Ladda upp en bild av detta fornminne      |
| Grava 67:3                     | Hög              |              | Grava, Värmland     |       | 59.472130, 13.439726 | 10214000670003 | Ladda upp en bild av detta fornminne      |
| Grava 68:1                     | Stensättning     |              | Grava, Värmland     |       | 59.411807, 13.481443 | 10214000680001 | Ladda upp en bild av detta fornminne      |
| Grava 71:1                     | Stensättning     |              | Grava, Värmland     |       | 59.490522, 13.474248 | 10214000710001 | Ladda upp en bild av detta fornminne      |
| Grava 71:2                     | Stensättning     |              | Grava, Värmland     |       | 59.490409, 13.474415 | 10214000710002 | Ladda upp en bild av detta fornminne      |
| Grava 71:3                     | Stensättning     |              | Grava, Värmland     |       | 59.490394, 13.474627 | 10214000710003 | Ladda upp en bild av detta fornminne      |
| Grava 72:1                     | Röse             |              | Grava, Värmland     |       | 59.488362, 13.475951 | 10214000720001 | Ladda upp en bild av detta fornminne      |
| Grava 72:2                     | Stensättning     |              | Grava, Värmland     |       | 59.488260, 13.476311 | 10214000720002 | Ladda upp en bild av detta fornminne      |
| Grava 72:3                     | Stensättning     |              | Grava, Värmland     |       | 59.488152, 13.475753 | 10214000720003 | Ladda upp en bild av detta fornminne      |
| Grava 73:1                     | Hög              |              | Grava, Värmland     |       | 59.415330, 13.426831 | 10214000730001 | Ladda upp en bild av detta fornminne      |
| Grava 74:1                     | Stensättning     |              | Grava, Värmland     |       | 59.489181, 13.476583 | 10214000740001 | Ladda upp en bild av detta fornminne      |
| Grava 75:1                     | Stensättning     |              | Grava, Värmland     |       | 59.485252, 13.483368 | 10214000750001 | Ladda upp en bild av detta fornminne      |
| Grava 78:1                     | Hög              |              | Grava, Värmland     |       | 59.420004, 13.428036 | 10214000780001 | Ladda upp en bild av detta fornminne      |
| Grava 78:2                     | Stensättning     |              | Grava, Värmland     |       | 59.420126, 13.427833 | 10214000780002 | Ladda upp en bild av detta fornminne      |
| Grava 78:3                     | Hög              |              | Grava, Värmland     |       | 59.420259, 13.427718 | 10214000780003 | Ladda upp en bild av detta fornminne      |
| Grava 79:1                     | Hög              |              | Grava, Värmland     |       | 59.415834, 13.420667 | 10214000790001 | Ladda upp en bild av detta fornminne      |
| Grava 79:2                     | Hög              |              | Grava, Värmland     |       | 59.415766, 13.420396 | 10214000790002 | Ladda upp en bild av detta fornminne      |
| Grava 80:1                     | Hög              |              | Grava, Värmland     |       | 59.412011, 13.389364 | 10214000800001 | Ladda upp en bild av detta fornminne      |
| Grava 92:1                     | Hög              |              | Grava, Värmland     |       | 59.442349, 13.370659 | 10214000920001 | Ladda upp en bild av detta fornminne      |
| Grava 92:2                     | Stensättning     |              | Grava, Värmland     |       | 59.442389, 13.370427 | 10214000920002 | Ladda upp en bild av detta fornminne      |
| Grava 92:3                     | Stensättning     |              | Grava, Värmland     |       | 59.442287, 13.370258 | 10214000920003 | Ladda upp en bild av detta fornminne      |
| Grava 92:4                     | Hög              |              | Grava, Värmland     |       | 59.442412, 13.369702 | 10214000920004 | Ladda upp en bild av detta fornminne      |
| Grava 93:1                     | Hög              |              | Grava, Värmland     |       | 59.442929, 13.371905 | 10214000930001 | Ladda upp en bild av detta fornminne      |
| Grava 94:1                     | Stensättning     |              | Grava, Värmland     |       | 59.455358, 13.309624 | 10214000940001 | Ladda upp en bild av detta fornminne      |
| Grava 96:1                     | Hög              |              | Grava, Värmland     |       | 59.443197, 13.376188 | 10214000960001 | Ladda upp en bild av detta fornminne      |
| Grava 96:2                     | Stensättning     |              | Grava, Värmland     |       | 59.443283, 13.376940 | 10214000960002 | Ladda upp en bild av detta fornminne      |
| Grava 97:1                     | Stensättning     |              | Grava, Värmland     |       | 59.443961, 13.375745 | 10214000970001 | Ladda upp en bild av detta fornminne      |
| Grava 97:2                     | Stensättning     |              | Grava, Värmland     |       | 59.444096, 13.375788 | 10214000970002 | Ladda upp en bild av detta fornminne      |
| Grava 97:3                     | Stensättning     |              | Grava, Värmland     |       | 59.444205, 13.375851 | 10214000970003 | Ladda upp en bild av detta fornminne      |
| Grava 97:4                     | Stensättning     |              | Grava, Värmland     |       | 59.444333, 13.375948 | 10214000970004 | Ladda upp en bild av detta fornminne      |
| Grava 98:1                     | Hög              |              | Grava, Värmland     |       | 59.443753, 13.372304 | 10214000980001 | Ladda upp en bild av detta fornminne      |
| Grava 99:1                     | Gravfält         |              | Grava, Värmland     |       | 59.443365, 13.370492 | 10214000990001 | Ladda upp en bild av detta fornminne      |

## Karlstad
| Namn                         | Lämningstyp             | Tillkomsttid | Historisk indelning | Plats | Läge                 | ID-nr          | Bild                                      |
| ---------------------------- | ----------------------- | ------------ | ------------------- | ----- | -------------------- | -------------- | ----------------------------------------- |
| Karlstad 1:1                 | Röse                    |              | Karlstad, Värmland  |       | 59.416973, 13.492700 | 10215300010001 | Ladda upp en bild av detta fornminne      |
| Karlstad 1:2                 | Röse                    |              | Karlstad, Värmland  |       | 59.416614, 13.492759 | 10215300010002 | Ladda upp en bild av detta fornminne      |
| Karlstad 2:1                 | Stensättning            |              | Karlstad, Värmland  |       | 59.428461, 13.509152 | 10215300020001 | Ladda upp en bild av detta fornminne      |
| Karlstad 2:2                 | Stensättning            |              | Karlstad, Värmland  |       | 59.428344, 13.509143 | 10215300020002 | Ladda upp en bild av detta fornminne      |
| Karlstad 2:3                 | Stensättning            |              | Karlstad, Värmland  |       | 59.428210, 13.509169 | 10215300020003 | Ladda upp en bild av detta fornminne      |
| Karlstad 2:4                 | Stensättning            |              | Karlstad, Värmland  |       | 59.427767, 13.508970 | 10215300020004 | Ladda upp en bild av detta fornminne      |
| Karlstad 4:1                 | Röse                    |              | Karlstad, Värmland  |       | 59.390008, 13.626556 | 10215300040001 | Ladda upp en bild av detta fornminne      |
| Karlstad 4:2                 | Röse                    |              | Karlstad, Värmland  |       | 59.389606, 13.626405 | 10215300040002 | Ladda upp en bild av detta fornminne      |
| Karlstad 4:3                 | Röse                    |              | Karlstad, Värmland  |       | 59.389550, 13.625775 | 10215300040003 | Ladda upp en bild av detta fornminne      |
| Karlstad 5:1                 | Röse                    |              | Karlstad, Värmland  |       | 59.386043, 13.637318 | 10215300050001 | Ladda upp en bild av detta fornminne      |
| Karlstad 6:1                 | Stensättning            |              | Karlstad, Värmland  |       | 59.378456, 13.639527 | 10215300060001 | Ladda upp en bild av detta fornminne      |
| Karlstad 7:1                 | Stensättning            |              | Karlstad, Värmland  |       | 59.388063, 13.631380 | 10215300070001 | Ladda upp en bild av detta fornminne      |
| Karlstad 9:1                 | Röse                    |              | Karlstad, Värmland  |       | 59.388847, 13.593623 | 10215300090001 | Ladda upp en bild av detta fornminne      |
| Karlstad 9:2                 | Stensättning            |              | Karlstad, Värmland  |       | 59.388943, 13.593951 | 10215300090002 | Ladda upp en bild av detta fornminne      |
| Karlstad 9:3                 | Stensättning            |              | Karlstad, Värmland  |       | 59.388665, 13.593494 | 10215300090003 | Ladda upp en bild av detta fornminne      |
| Karlstad 10:1                | Stensättning            |              | Karlstad, Värmland  |       | 59.385986, 13.587472 | 10215300100001 | Ladda upp en bild av detta fornminne      |
| Karlstad 10:2                | Stensättning            |              | Karlstad, Värmland  |       | 59.385773, 13.587644 | 10215300100002 | Ladda upp en bild av detta fornminne      |
| Karlstad 10:3                | Stensättning            |              | Karlstad, Värmland  |       | 59.385441, 13.587103 | 10215300100003 | Ladda upp en bild av detta fornminne      |
| Predikstolen (Karlstad 28:1) | Fornborg                |              | Karlstad, Värmland  |       | 59.371302, 13.332989 | 10215300280001 | Ladda upp en bild av detta fornminne      |
| Karlstad 38:1                | Stensättning            |              | Karlstad, Värmland  |       | 59.408728, 13.604233 | 10215300380001 | Ladda upp en bild av detta fornminne      |
| Karlstad 39:1                | Stensättning            |              | Karlstad, Värmland  |       | 59.392065, 13.419589 | 10215300390001 | Ladda upp en bild av detta fornminne      |
| Karlstad 40:1                | Röse                    |              | Karlstad, Värmland  |       | 59.388491, 13.410298 | 10215300400001 | Ladda upp en bild av detta fornminne      |
| Karlstad 40:2                | Stensättning            |              | Karlstad, Värmland  |       | 59.388382, 13.409707 | 10215300400002 | Ladda upp en bild av detta fornminne      |
| Karlstad 44:1                | Stensättning            |              | Karlstad, Värmland  |       | 59.377546, 13.369220 | 10215300440001 | Ladda upp en bild av detta fornminne      |
| Karlstad 47:1                | Stensättning            |              | Karlstad, Värmland  |       | 59.380678, 13.432851 | 10215300470001 | Ladda upp en bild av detta fornminne      |
| Karlstad 53:1                | Stensättning            |              | Karlstad, Värmland  |       | 59.360109, 13.455940 | 10215300530001 | Ladda upp en till bild av detta fornminne |
| Karlstad 54:1                | Stensättning            |              | Karlstad, Värmland  |       | 59.358033, 13.447360 | 10215300540001 | Ladda upp en bild av detta fornminne      |
| Karlstad 55:1                | Stensättning            |              | Karlstad, Värmland  |       | 59.347511, 13.431662 | 10215300550001 | Ladda upp en bild av detta fornminne      |
| Karlstad 61:1                | Röse                    |              | Karlstad, Värmland  |       | 59.404496, 13.480870 | 10215300610001 | Ladda upp en bild av detta fornminne      |
| Karlstad 84:1                | Stensättning            |              | Karlstad, Värmland  |       | 59.429759, 13.511462 | 10215300840001 | Ladda upp en bild av detta fornminne      |
| Karlstad 99:1                | Stensättning            |              | Karlstad, Värmland  |       | 59.389462, 13.594938 | 10215300990001 | Ladda upp en bild av detta fornminne      |
| Karlstad 100:1               | Stensättning            |              | Karlstad, Värmland  |       | 59.386608, 13.584950 | 10215301000001 | Ladda upp en bild av detta fornminne      |
| Karlstad 102:1               | Stensättning            |              | Karlstad, Värmland  |       | 59.414901, 13.601242 | 10215301020001 | Ladda upp en bild av detta fornminne      |
| Karlstad 103:1               | Stensättning            |              | Karlstad, Värmland  |       | 59.412248, 13.587269 | 10215301030001 | Ladda upp en bild av detta fornminne      |
| Karlstad 106:1               | Stensättning            |              | Karlstad, Värmland  |       | 59.389640, 13.593800 | 10215301060001 | Ladda upp en bild av detta fornminne      |
| Karlstad 107:1               | Stensättning            |              | Karlstad, Värmland  |       | 59.431011, 13.510672 | 10215301070001 | Ladda upp en bild av detta fornminne      |
| Karlstad 115                 | Stensättning            |              | Karlstad, Värmland  |       | 59.398717, 13.475578 | 12000000010789 | Ladda upp en bild av detta fornminne      |
| Karlstad 116                 | Stensättning            |              | Karlstad, Värmland  |       | 59.398673, 13.475634 | 12000000010790 | Ladda upp en bild av detta fornminne      |
| Karlstad 123                 | Husgrund, historisk tid |              | Karlstad, Värmland  |       | 59.374362, 13.392293 | 12000000081083 | Ladda upp en bild av detta fornminne      |
| Karlstad 174                 | Stensättning            |              | Karlstad, Värmland  |       | 59.357450, 13.444126 | 12000000110826 | Ladda upp en bild av detta fornminne      |

## Nor
| Namn                  | Lämningstyp                 | Tillkomsttid | Historisk indelning | Plats | Läge                 | ID-nr          | Bild                                 |
| --------------------- | --------------------------- | ------------ | ------------------- | ----- | -------------------- | -------------- | ------------------------------------ |
| Nor 1:1               | Hög                         |              | Nor, Värmland       |       | 59.390868, 13.279738 | 10216700010001 | Ladda upp en bild av detta fornminne |
| Nor 1:2               | Hög                         |              | Nor, Värmland       |       | 59.390915, 13.278924 | 10216700010002 | Ladda upp en bild av detta fornminne |
| Nor 1:3               | Hög                         |              | Nor, Värmland       |       | 59.391092, 13.278788 | 10216700010003 | Ladda upp en bild av detta fornminne |
| Nor 3:1               | Hög                         |              | Nor, Värmland       |       | 59.395016, 13.275520 | 10216700030001 | Ladda upp en bild av detta fornminne |
| Nor 3:2               | Hög                         |              | Nor, Värmland       |       | 59.395100, 13.275878 | 10216700030002 | Ladda upp en bild av detta fornminne |
| Nor 3:3               | Hög                         |              | Nor, Värmland       |       | 59.395420, 13.276440 | 10216700030003 | Ladda upp en bild av detta fornminne |
| Nor 5:1               | Stensättning                |              | Nor, Värmland       |       | 59.396067, 13.233724 | 10216700050001 | Ladda upp en bild av detta fornminne |
| Nor 5:2               | Stensättning                |              | Nor, Värmland       |       | 59.396370, 13.234071 | 10216700050002 | Ladda upp en bild av detta fornminne |
| Nor 7:2               | Kyrka/kapell                |              | Nor, Värmland       |       | 59.407007, 13.235388 | 10216700070002 | Ladda upp en bild av detta fornminne |
| Nor 8:1               | Fornborg                    |              | Nor, Värmland       |       | 59.409744, 13.225329 | 10216700080001 | Ladda upp en bild av detta fornminne |
| Nor 9:1               | Gravfält                    |              | Nor, Värmland       |       | 59.407109, 13.205029 | 10216700090001 | Ladda upp en bild av detta fornminne |
| Nor 10:1              | Gravfält                    |              | Nor, Värmland       |       | 59.408658, 13.203444 | 10216700100001 | Ladda upp en bild av detta fornminne |
| Nor 11:1              | Stensättning                |              | Nor, Värmland       |       | 59.407279, 13.203596 | 10216700110001 | Ladda upp en bild av detta fornminne |
| Nor 13:1              | Hög                         |              | Nor, Värmland       |       | 59.408006, 13.201761 | 10216700130001 | Ladda upp en bild av detta fornminne |
| Nor 13:2              | Hög                         |              | Nor, Värmland       |       | 59.408062, 13.201915 | 10216700130002 | Ladda upp en bild av detta fornminne |
| Nor 13:3              | Hög                         |              | Nor, Värmland       |       | 59.408179, 13.202329 | 10216700130003 | Ladda upp en bild av detta fornminne |
| Nor 15:1              | Röse                        |              | Nor, Värmland       |       | 59.380809, 13.178818 | 10216700150001 | Ladda upp en bild av detta fornminne |
| Nor 15:2              | Stensättning                |              | Nor, Värmland       |       | 59.380686, 13.178951 | 10216700150002 | Ladda upp en bild av detta fornminne |
| Nor 15:3              | Stensättning                |              | Nor, Värmland       |       | 59.380608, 13.179097 | 10216700150003 | Ladda upp en bild av detta fornminne |
| Nor 19:1              | Röse                        |              | Nor, Värmland       |       | 59.356208, 13.170272 | 10216700190001 | Ladda upp en bild av detta fornminne |
| Nor 20:1              | Stensättning                |              | Nor, Värmland       |       | 59.378171, 13.166050 | 10216700200001 | Ladda upp en bild av detta fornminne |
| Nor 20:2              | Stensättning                |              | Nor, Värmland       |       | 59.378196, 13.166180 | 10216700200002 | Ladda upp en bild av detta fornminne |
| Nor 20:3              | Stensättning                |              | Nor, Värmland       |       | 59.378187, 13.166401 | 10216700200003 | Ladda upp en bild av detta fornminne |
| Nor 21:1              | Hög                         |              | Nor, Värmland       |       | 59.424169, 13.204784 | 10216700210001 | Ladda upp en bild av detta fornminne |
| Nor 21:2              | Stensättning                |              | Nor, Värmland       |       | 59.424093, 13.205054 | 10216700210002 | Ladda upp en bild av detta fornminne |
| Nor 21:3              | Stensättning                |              | Nor, Värmland       |       | 59.424228, 13.205079 | 10216700210003 | Ladda upp en bild av detta fornminne |
| Nor 22:1              | Hög                         |              | Nor, Värmland       |       | 59.437730, 13.207075 | 10216700220001 | Ladda upp en bild av detta fornminne |
| Nor 22:2              | Hög                         |              | Nor, Värmland       |       | 59.437655, 13.207328 | 10216700220002 | Ladda upp en bild av detta fornminne |
| Nor 22:3              | Hög                         |              | Nor, Värmland       |       | 59.437642, 13.207575 | 10216700220003 | Ladda upp en bild av detta fornminne |
| Nor 23:2              | Stensättning                |              | Nor, Värmland       |       | 59.425493, 13.199589 | 10216700230002 | Ladda upp en bild av detta fornminne |
| Nor 24:2              | Stensättning                |              | Nor, Värmland       |       | 59.428458, 13.199202 | 10216700240002 | Ladda upp en bild av detta fornminne |
| Nor 27:1              | Stensättning                |              | Nor, Värmland       |       | 59.431870, 13.209517 | 10216700270001 | Ladda upp en bild av detta fornminne |
| Nor 28:1              | Hällristning                |              | Nor, Värmland       |       | 59.429428, 13.220439 | 10216700280001 | Ladda upp en bild av detta fornminne |
| Nor 30:1              | Röse                        |              | Nor, Värmland       |       | 59.454607, 13.215569 | 10216700300001 | Ladda upp en bild av detta fornminne |
| Nor 30:2              | Stensättning                |              | Nor, Värmland       |       | 59.454799, 13.215621 | 10216700300002 | Ladda upp en bild av detta fornminne |
| Nor 31:1              | Hög                         |              | Nor, Värmland       |       | 59.456391, 13.215985 | 10216700310001 | Ladda upp en bild av detta fornminne |
| Nor 31:2              | Hög                         |              | Nor, Värmland       |       | 59.456250, 13.215848 | 10216700310002 | Ladda upp en bild av detta fornminne |
| Nor 31:3              | Hög                         |              | Nor, Värmland       |       | 59.456214, 13.215693 | 10216700310003 | Ladda upp en bild av detta fornminne |
| Nor 31:4              | Hög                         |              | Nor, Värmland       |       | 59.456025, 13.215499 | 10216700310004 | Ladda upp en bild av detta fornminne |
| Nor 33:1              | Gravfält                    |              | Nor, Värmland       |       | 59.428397, 13.253963 | 10216700330001 | Ladda upp en bild av detta fornminne |
| Nor 35:1              | Hög                         |              | Nor, Värmland       |       | 59.431488, 13.278842 | 10216700350001 | Ladda upp en bild av detta fornminne |
| Nor 35:2              | Hög                         |              | Nor, Värmland       |       | 59.431563, 13.278978 | 10216700350002 | Ladda upp en bild av detta fornminne |
| Nor 36:1              | Hög                         |              | Nor, Värmland       |       | 59.431882, 13.278769 | 10216700360001 | Ladda upp en bild av detta fornminne |
| Nor 37:1              | Gravfält                    |              | Nor, Värmland       |       | 59.432248, 13.279050 | 10216700370001 | Ladda upp en bild av detta fornminne |
| Nor 38:1              | Stensättning                |              | Nor, Värmland       |       | 59.431995, 13.277200 | 10216700380001 | Ladda upp en bild av detta fornminne |
| Nor 39:1              | Stensättning                |              | Nor, Värmland       |       | 59.438627, 13.268171 | 10216700390001 | Ladda upp en bild av detta fornminne |
| Nor 39:2              | Stensättning                |              | Nor, Värmland       |       | 59.438759, 13.268003 | 10216700390002 | Ladda upp en bild av detta fornminne |
| Nor 39:3              | Stensättning                |              | Nor, Värmland       |       | 59.438876, 13.268488 | 10216700390003 | Ladda upp en bild av detta fornminne |
| Nor 39:4              | Stensättning                |              | Nor, Värmland       |       | 59.438937, 13.268377 | 10216700390004 | Ladda upp en bild av detta fornminne |
| Nor 39:5              | Hällristning                |              | Nor, Värmland       |       | 59.438704, 13.268430 | 10216700390005 | Ladda upp en bild av detta fornminne |
| Nor 41:1              | Hög                         |              | Nor, Värmland       |       | 59.420027, 13.299222 | 10216700410001 | Ladda upp en bild av detta fornminne |
| Nor 41:2              | Hög                         |              | Nor, Värmland       |       | 59.420050, 13.299026 | 10216700410002 | Ladda upp en bild av detta fornminne |
| Nor 42:1              | Röse                        |              | Nor, Värmland       |       | 59.454956, 13.283088 | 10216700420001 | Ladda upp en bild av detta fornminne |
| Nor 44:1              | Stensättning                |              | Nor, Värmland       |       | 59.484527, 13.271400 | 10216700440001 | Ladda upp en bild av detta fornminne |
| Nor 45:1              | Stensättning                |              | Nor, Värmland       |       | 59.486819, 13.278926 | 10216700450001 | Ladda upp en bild av detta fornminne |
| Nor 45:2              | Stensättning                |              | Nor, Värmland       |       | 59.486968, 13.279215 | 10216700450002 | Ladda upp en bild av detta fornminne |
| Nor 47:1              | Stensättning                |              | Nor, Värmland       |       | 59.476228, 13.244768 | 10216700470001 | Ladda upp en bild av detta fornminne |
| Rönnkullen (Nor 49:1) | Röse                        |              | Nor, Värmland       |       | 59.398640, 13.195119 | 10216700490001 | Ladda upp en bild av detta fornminne |
| Nor 51:1              | Hög                         |              | Nor, Värmland       |       | 59.432823, 13.234970 | 10216700510001 | Ladda upp en bild av detta fornminne |
| Nor 51:2              | Hög                         |              | Nor, Värmland       |       | 59.432728, 13.235172 | 10216700510002 | Ladda upp en bild av detta fornminne |
| Nor 51:3              | Grav markerad av sten/block |              | Nor, Värmland       |       | 59.432628, 13.235109 | 10216700510003 | Ladda upp en bild av detta fornminne |
| Nor 53:1              | Stensättning                |              | Nor, Värmland       |       | 59.402908, 13.212738 | 10216700530001 | Ladda upp en bild av detta fornminne |
| Nor 56:1              | Stensättning                |              | Nor, Värmland       |       | 59.404442, 13.213572 | 10216700560001 | Ladda upp en bild av detta fornminne |
| Nor 56:2              | Stensättning                |              | Nor, Värmland       |       | 59.404476, 13.213940 | 10216700560002 | Ladda upp en bild av detta fornminne |
| Nor 56:3              | Stensättning                |              | Nor, Värmland       |       | 59.404208, 13.213995 | 10216700560003 | Ladda upp en bild av detta fornminne |
| Nor 56:4              | Stensättning                |              | Nor, Värmland       |       | 59.404253, 13.213534 | 10216700560004 | Ladda upp en bild av detta fornminne |
| Nor 59:1              | Stensättning                |              | Nor, Värmland       |       | 59.430304, 13.275669 | 10216700590001 | Ladda upp en bild av detta fornminne |
| Nor 59:2              | Hög                         |              | Nor, Värmland       |       | 59.430545, 13.276057 | 10216700590002 | Ladda upp en bild av detta fornminne |
| Nor 60:1              | Röse                        |              | Nor, Värmland       |       | 59.460107, 13.259327 | 10216700600001 | Ladda upp en bild av detta fornminne |
| Nor 60:2              | Stensättning                |              | Nor, Värmland       |       | 59.459687, 13.258935 | 10216700600002 | Ladda upp en bild av detta fornminne |
| Nor 62:1              | Hällristning                |              | Nor, Värmland       |       | 59.403851, 13.190296 | 10216700620001 | Ladda upp en bild av detta fornminne |
| Nor 75:1              | Hällristning                |              | Nor, Värmland       |       | 59.423617, 13.202800 | 10216700750001 | Ladda upp en bild av detta fornminne |
| Nor 75:2              | Hällristning                |              | Nor, Värmland       |       | 59.423630, 13.203010 | 10216700750002 | Ladda upp en bild av detta fornminne |
| Nor 76:1              | Röse                        |              | Nor, Värmland       |       | 59.432109, 13.201230 | 10216700760001 | Ladda upp en bild av detta fornminne |
| Nor 78:1              | Stensättning                |              | Nor, Värmland       |       | 59.455434, 13.215786 | 10216700780001 | Ladda upp en bild av detta fornminne |
| Nor 78:2              | Stensättning                |              | Nor, Värmland       |       | 59.455074, 13.215832 | 10216700780002 | Ladda upp en bild av detta fornminne |
| Nor 80:1              | Stensättning                |              | Nor, Värmland       |       | 59.360809, 13.169053 | 10216700800001 | Ladda upp en bild av detta fornminne |
| Nor 82:1              | Stensättning                |              | Nor, Värmland       |       | 59.408262, 13.205177 | 10216700820001 | Ladda upp en bild av detta fornminne |
| Nor 86:1              | Stensättning                |              | Nor, Värmland       |       | 59.407387, 13.216694 | 10216700860001 | Ladda upp en bild av detta fornminne |
| Nor 86:2              | Stensättning                |              | Nor, Värmland       |       | 59.407313, 13.216594 | 10216700860002 | Ladda upp en bild av detta fornminne |
| Nor 86:3              | Stensättning                |              | Nor, Värmland       |       | 59.407243, 13.216705 | 10216700860003 | Ladda upp en bild av detta fornminne |
| Nor 88:1              | Stensättning                |              | Nor, Värmland       |       | 59.378120, 13.165737 | 10216700880001 | Ladda upp en bild av detta fornminne |
| Nor 89:1              | Fornborg                    |              | Nor, Värmland       |       | 59.369921, 13.175615 | 10216700890001 | Ladda upp en bild av detta fornminne |
| Nor 89:2              | Stensättning                |              | Nor, Värmland       |       | 59.369730, 13.175469 | 10216700890002 | Ladda upp en bild av detta fornminne |
| Nor 91:1              | Hög                         |              | Nor, Värmland       |       | 59.430404, 13.254491 | 10216700910001 | Ladda upp en bild av detta fornminne |
| Nor 100:1             | Stensättning                |              | Nor, Värmland       |       | 59.454789, 13.284211 | 10216701000001 | Ladda upp en bild av detta fornminne |
| Nor 100:2             | Stensättning                |              | Nor, Värmland       |       | 59.454689, 13.284183 | 10216701000002 | Ladda upp en bild av detta fornminne |
| Nor 100:3             | Stensättning                |              | Nor, Värmland       |       | 59.454598, 13.284120 | 10216701000003 | Ladda upp en bild av detta fornminne |

## Nyed
| Namn                      | Lämningstyp         | Tillkomsttid | Historisk indelning | Plats | Läge                 | ID-nr          | Bild                                      |
| ------------------------- | ------------------- | ------------ | ------------------- | ----- | -------------------- | -------------- | ----------------------------------------- |
| Nyed 1:1                  | Gravfält            |              | Nyed, Värmland      |       | 59.589969, 13.672985 | 10217300010001 | Ladda upp en bild av detta fornminne      |
| Nyed 2:1                  | Röse                |              | Nyed, Värmland      |       | 59.589976, 13.675674 | 10217300020001 | Ladda upp en bild av detta fornminne      |
| Nyed 4:1                  | Röse                |              | Nyed, Värmland      |       | 59.549046, 13.678225 | 10217300040001 | Ladda upp en bild av detta fornminne      |
| Nyed 4:2                  | Röse                |              | Nyed, Värmland      |       | 59.548842, 13.678379 | 10217300040002 | Ladda upp en bild av detta fornminne      |
| Nyed 5:1                  | Röse                |              | Nyed, Värmland      |       | 59.547235, 13.680603 | 10217300050001 | Ladda upp en bild av detta fornminne      |
| Nyed 10:1                 | Röse                |              | Nyed, Värmland      |       | 59.545165, 13.629571 | 10217300100001 | Ladda upp en bild av detta fornminne      |
| Nyed 10:2                 | Röse                |              | Nyed, Värmland      |       | 59.545222, 13.629196 | 10217300100002 | Ladda upp en bild av detta fornminne      |
| Nyed 10:3                 | Stensättning        |              | Nyed, Värmland      |       | 59.545180, 13.628809 | 10217300100003 | Ladda upp en bild av detta fornminne      |
| Nyed 11:1                 | Röse                |              | Nyed, Värmland      |       | 59.542626, 13.660646 | 10217300110001 | Ladda upp en bild av detta fornminne      |
| Nyed 12:1                 | Röse                |              | Nyed, Värmland      |       | 59.517260, 13.707723 | 10217300120001 | Ladda upp en bild av detta fornminne      |
| Penningkolmen (Nyed 14:1) | Röse                |              | Nyed, Värmland      |       | 59.654366, 13.595918 | 10217300140001 | Ladda upp en bild av detta fornminne      |
| Penningkolmen (Nyed 14:2) | Röse                |              | Nyed, Värmland      |       | 59.654223, 13.595945 | 10217300140002 | Ladda upp en bild av detta fornminne      |
| Penningkolmen (Nyed 14:3) | Röse                |              | Nyed, Värmland      |       | 59.654502, 13.596033 | 10217300140003 | Ladda upp en bild av detta fornminne      |
| Nyed 15:1                 | Röse                |              | Nyed, Värmland      |       | 59.651945, 13.596698 | 10217300150001 | Ladda upp en bild av detta fornminne      |
| Nyed 16:1                 | Röse                |              | Nyed, Värmland      |       | 59.653759, 13.602576 | 10217300160001 | Ladda upp en bild av detta fornminne      |
| Nyed 23:1                 | Röse                |              | Nyed, Värmland      |       | 59.655053, 13.619755 | 10217300230001 | Ladda upp en bild av detta fornminne      |
| Nyed 23:2                 | Röse                |              | Nyed, Värmland      |       | 59.654955, 13.619815 | 10217300230002 | Ladda upp en bild av detta fornminne      |
| Nyed 38:1                 | Röse                |              | Nyed, Värmland      |       | 59.618592, 13.900661 | 10217300380001 | Ladda upp en bild av detta fornminne      |
| Nyed 38:2                 | Röse                |              | Nyed, Värmland      |       | 59.618745, 13.900653 | 10217300380002 | Ladda upp en bild av detta fornminne      |
| Nyed 38:3                 | Röse                |              | Nyed, Värmland      |       | 59.618917, 13.900802 | 10217300380003 | Ladda upp en bild av detta fornminne      |
| Nyed 264:1                | Stensättning        |              | Nyed, Värmland      |       | 59.580617, 13.831292 | 10217302640001 | Ladda upp en bild av detta fornminne      |
| Nyed 313:1                | Röse                |              | Nyed, Värmland      |       | 59.646354, 13.771006 | 10217303130001 | Ladda upp en till bild av detta fornminne |
| Nyed 314:1                | Röse                |              | Nyed, Värmland      |       | 59.646870, 13.769591 | 10217303140001 | Ladda upp en bild av detta fornminne      |
| Nyed 382:1                | Lägenhetsbebyggelse |              | Nyed, Värmland      |       | 59.687374, 13.771756 | 10217303820001 | Ladda upp en bild av detta fornminne      |

## Segerstad
| Namn                        | Lämningstyp      | Tillkomsttid | Historisk indelning | Plats | Läge                 | ID-nr          | Bild                                 |
| --------------------------- | ---------------- | ------------ | ------------------- | ----- | -------------------- | -------------- | ------------------------------------ |
| Segerstad 1:1               | Röse             |              | Segerstad, Värmland |       | 59.322626, 13.203696 | 10217800010001 | Ladda upp en bild av detta fornminne |
| Segerstad 1:2               | Stensättning     |              | Segerstad, Värmland |       | 59.322772, 13.203808 | 10217800010002 | Ladda upp en bild av detta fornminne |
| Segerstad 4:1               | Gravfält         |              | Segerstad, Värmland |       | 59.340873, 13.249748 | 10217800040001 | Ladda upp en bild av detta fornminne |
| Segerstad 5:1               | Gravfält         |              | Segerstad, Värmland |       | 59.351112, 13.246064 | 10217800050001 | Ladda upp en bild av detta fornminne |
| samfällt (Segerstad 10:1)   | Begravningsplats |              | Segerstad, Värmland |       | 59.377091, 13.233118 | 10217800100001 | Ladda upp en bild av detta fornminne |
| Segerstad 11:1              | Fornborg         |              | Segerstad, Värmland |       | 59.364271, 13.190419 | 10217800110001 | Ladda upp en bild av detta fornminne |
| Segerstad 12:1              | Röse             |              | Segerstad, Värmland |       | 59.363114, 13.189405 | 10217800120001 | Ladda upp en bild av detta fornminne |
| Segerstad 13:1              | Röse             |              | Segerstad, Värmland |       | 59.360221, 13.189364 | 10217800130001 | Ladda upp en bild av detta fornminne |
| Segerstad 13:2              | Röse             |              | Segerstad, Värmland |       | 59.360411, 13.189403 | 10217800130002 | Ladda upp en bild av detta fornminne |
| Segerstad 14:1              | Stensättning     |              | Segerstad, Värmland |       | 59.358041, 13.186806 | 10217800140001 | Ladda upp en bild av detta fornminne |
| Segerstad 15:1              | Röse             |              | Segerstad, Värmland |       | 59.366211, 13.188463 | 10217800150001 | Ladda upp en bild av detta fornminne |
| Segerstad 15:2              | Stensättning     |              | Segerstad, Värmland |       | 59.366486, 13.188706 | 10217800150002 | Ladda upp en bild av detta fornminne |
| Segerstad 15:3              | Stensättning     |              | Segerstad, Värmland |       | 59.366323, 13.188665 | 10217800150003 | Ladda upp en bild av detta fornminne |
| Segerstad 15:4              | Stensättning     |              | Segerstad, Värmland |       | 59.366724, 13.189374 | 10217800150004 | Ladda upp en bild av detta fornminne |
| Segerstad 16:1              | Röse             |              | Segerstad, Värmland |       | 59.370119, 13.189833 | 10217800160001 | Ladda upp en bild av detta fornminne |
| Segerstad 16:2              | Röse             |              | Segerstad, Värmland |       | 59.370345, 13.189482 | 10217800160002 | Ladda upp en bild av detta fornminne |
| Segerstad 17:1              | Gravfält         |              | Segerstad, Värmland |       | 59.369062, 13.208988 | 10217800170001 | Ladda upp en bild av detta fornminne |
| Segerstad 17:2              | Stensättning     |              | Segerstad, Värmland |       | 59.369386, 13.209316 | 10217800170002 | Ladda upp en bild av detta fornminne |
| Segerstad 17:3              | Stensättning     |              | Segerstad, Värmland |       | 59.369690, 13.209293 | 10217800170003 | Ladda upp en bild av detta fornminne |
| Segerstad 18:1              | Gravfält         |              | Segerstad, Värmland |       | 59.373630, 13.212429 | 10217800180001 | Ladda upp en bild av detta fornminne |
| Segerstad 19:1              | Stenkrets        |              | Segerstad, Värmland |       | 59.371574, 13.210521 | 10217800190001 | Ladda upp en bild av detta fornminne |
| Segerstad 19:3              | Stensättning     |              | Segerstad, Värmland |       | 59.371831, 13.210801 | 10217800190003 | Ladda upp en bild av detta fornminne |
| Segerstad 19:4              | Stensättning     |              | Segerstad, Värmland |       | 59.371925, 13.210987 | 10217800190004 | Ladda upp en bild av detta fornminne |
| Alguts hög (Segerstad 20:1) | Röse             |              | Segerstad, Värmland |       | 59.381043, 13.196296 | 10217800200001 | Ladda upp en bild av detta fornminne |
| Alguts hög (Segerstad 20:3) | Röse             |              | Segerstad, Värmland |       | 59.381183, 13.196025 | 10217800200003 | Ladda upp en bild av detta fornminne |
| Alguts hög (Segerstad 20:4) | Röse             |              | Segerstad, Värmland |       | 59.380508, 13.196038 | 10217800200004 | Ladda upp en bild av detta fornminne |
| Segerstad 21:1              | Röse             |              | Segerstad, Värmland |       | 59.380740, 13.195052 | 10217800210001 | Ladda upp en bild av detta fornminne |
| Segerstad 23:1              | Fornborg         |              | Segerstad, Värmland |       | 59.390503, 13.199174 | 10217800230001 | Ladda upp en bild av detta fornminne |
| Segerstad 25:1              | Röse             |              | Segerstad, Värmland |       | 59.381586, 13.194670 | 10217800250001 | Ladda upp en bild av detta fornminne |
| Segerstad 27:1              | Hög              |              | Segerstad, Värmland |       | 59.389340, 13.236470 | 10217800270001 | Ladda upp en bild av detta fornminne |
| Segerstad 27:2              | Stensättning     |              | Segerstad, Värmland |       | 59.389167, 13.236800 | 10217800270002 | Ladda upp en bild av detta fornminne |
| Segerstad 28:1              | Hög              |              | Segerstad, Värmland |       | 59.389840, 13.234020 | 10217800280001 | Ladda upp en bild av detta fornminne |
| Segerstad 33:1              | Stensättning     |              | Segerstad, Värmland |       | 59.342755, 13.196617 | 10217800330001 | Ladda upp en bild av detta fornminne |
| Segerstad 35:1              | Gravfält         |              | Segerstad, Värmland |       | 59.325254, 13.248902 | 10217800350001 | Ladda upp en bild av detta fornminne |
| Segerstad 36:1              | Gravfält         |              | Segerstad, Värmland |       | 59.348615, 13.245601 | 10217800360001 | Ladda upp en bild av detta fornminne |
| Segerstad 37:1              | Stensättning     |              | Segerstad, Värmland |       | 59.347869, 13.247519 | 10217800370001 | Ladda upp en bild av detta fornminne |
| Segerstad 37:3              | Hög              |              | Segerstad, Värmland |       | 59.347760, 13.247932 | 10217800370003 | Ladda upp en bild av detta fornminne |
| Segerstad 37:4              | Stensättning     |              | Segerstad, Värmland |       | 59.347883, 13.248239 | 10217800370004 | Ladda upp en bild av detta fornminne |
| Segerstad 37:5              | Stensättning     |              | Segerstad, Värmland |       | 59.347554, 13.248404 | 10217800370005 | Ladda upp en bild av detta fornminne |
| Segerstad 38:1              | Gravfält         |              | Segerstad, Värmland |       | 59.349369, 13.246788 | 10217800380001 | Ladda upp en bild av detta fornminne |
| Segerstad 39:1              | Hög              |              | Segerstad, Värmland |       | 59.348016, 13.245873 | 10217800390001 | Ladda upp en bild av detta fornminne |
| Segerstad 40:1              | Hög              |              | Segerstad, Värmland |       | 59.348524, 13.244762 | 10217800400001 | Ladda upp en bild av detta fornminne |
| Segerstad 40:2              | Stensättning     |              | Segerstad, Värmland |       | 59.348768, 13.244849 | 10217800400002 | Ladda upp en bild av detta fornminne |
| Segerstad 41:1              | Stensättning     |              | Segerstad, Värmland |       | 59.364259, 13.188297 | 10217800410001 | Ladda upp en bild av detta fornminne |
| Segerstad 42:1              | Gravfält         |              | Segerstad, Värmland |       | 59.364456, 13.190485 | 10217800420001 | Ladda upp en bild av detta fornminne |
| Segerstad 43:1              | Stensättning     |              | Segerstad, Värmland |       | 59.308881, 13.346684 | 10217800430001 | Ladda upp en bild av detta fornminne |
| Segerstad 44:1              | Gravfält         |              | Segerstad, Värmland |       | 59.368365, 13.210069 | 10217800440001 | Ladda upp en bild av detta fornminne |
| Segerstad 46:1              | Gravfält         |              | Segerstad, Värmland |       | 59.372802, 13.210675 | 10217800460001 | Ladda upp en bild av detta fornminne |
| Segerstad 46:2              | Stensättning     |              | Segerstad, Värmland |       | 59.372153, 13.210378 | 10217800460002 | Ladda upp en bild av detta fornminne |
| Segerstad 49:1              | Gravfält         |              | Segerstad, Värmland |       | 59.327791, 13.200676 | 10217800490001 | Ladda upp en bild av detta fornminne |
| Segerstad 52:1              | Stensättning     |              | Segerstad, Värmland |       | 59.385620, 13.197441 | 10217800520001 | Ladda upp en bild av detta fornminne |
| Segerstad 52:2              | Stensättning     |              | Segerstad, Värmland |       | 59.385459, 13.197292 | 10217800520002 | Ladda upp en bild av detta fornminne |
| Segerstad 55:1              | Röse             |              | Segerstad, Värmland |       | 59.303049, 13.188508 | 10217800550001 | Ladda upp en bild av detta fornminne |
| Segerstad 57:1              | Stensättning     |              | Segerstad, Värmland |       | 59.386815, 13.237583 | 10217800570001 | Ladda upp en bild av detta fornminne |
| Segerstad 58:1              | Stensättning     |              | Segerstad, Värmland |       | 59.337381, 13.249926 | 10217800580001 | Ladda upp en bild av detta fornminne |
| Segerstad 58:2              | Stensättning     |              | Segerstad, Värmland |       | 59.337466, 13.250148 | 10217800580002 | Ladda upp en bild av detta fornminne |
| Segerstad 61:1              | Stensättning     |              | Segerstad, Värmland |       | 59.306497, 13.224495 | 10217800610001 | Ladda upp en bild av detta fornminne |
| Segerstad 66:1              | Stensättning     |              | Segerstad, Värmland |       | 59.368782, 13.295879 | 10217800660001 | Ladda upp en bild av detta fornminne |
| Segerstad 66:2              | Stensättning     |              | Segerstad, Värmland |       | 59.368883, 13.295995 | 10217800660002 | Ladda upp en bild av detta fornminne |
| Segerstad 67:1              | Stensättning     |              | Segerstad, Värmland |       | 59.372225, 13.211176 | 10217800670001 | Ladda upp en bild av detta fornminne |
| Segerstad 68:1              | Hög              |              | Segerstad, Värmland |       | 59.374199, 13.209758 | 10217800680001 | Ladda upp en bild av detta fornminne |
| Segerstad 69:1              | Stensättning     |              | Segerstad, Värmland |       | 59.376160, 13.210364 | 10217800690001 | Ladda upp en bild av detta fornminne |
| Segerstad 69:2              | Stensättning     |              | Segerstad, Värmland |       | 59.376335, 13.210580 | 10217800690002 | Ladda upp en bild av detta fornminne |
| Segerstad 69:3              | Stensättning     |              | Segerstad, Värmland |       | 59.376506, 13.210619 | 10217800690003 | Ladda upp en bild av detta fornminne |
| Segerstad 79:1              | Röse             |              | Segerstad, Värmland |       | 59.376519, 13.195940 | 10217800790001 | Ladda upp en bild av detta fornminne |
| Segerstad 80:1              | Stensättning     |              | Segerstad, Värmland |       | 59.372993, 13.197901 | 10217800800001 | Ladda upp en bild av detta fornminne |
| Segerstad 81:1              | Stensättning     |              | Segerstad, Värmland |       | 59.372237, 13.195161 | 10217800810001 | Ladda upp en bild av detta fornminne |
| Segerstad 82:1              | Röse             |              | Segerstad, Värmland |       | 59.371566, 13.196603 | 10217800820001 | Ladda upp en bild av detta fornminne |
| Segerstad 83:1              | Stensättning     |              | Segerstad, Värmland |       | 59.368281, 13.196732 | 10217800830001 | Ladda upp en bild av detta fornminne |
| Segerstad 83:2              | Stensättning     |              | Segerstad, Värmland |       | 59.368134, 13.196550 | 10217800830002 | Ladda upp en bild av detta fornminne |
| Segerstad 86:1              | Stensättning     |              | Segerstad, Värmland |       | 59.359973, 13.206605 | 10217800860001 | Ladda upp en bild av detta fornminne |
| Segerstad 89:1              | Stensättning     |              | Segerstad, Värmland |       | 59.364480, 13.215075 | 10217800890001 | Ladda upp en bild av detta fornminne |
| Segerstad 90:1              | Stensättning     |              | Segerstad, Värmland |       | 59.357937, 13.214395 | 10217800900001 | Ladda upp en bild av detta fornminne |
| Segerstad 92:1              | Stensättning     |              | Segerstad, Värmland |       | 59.359493, 13.205921 | 10217800920001 | Ladda upp en bild av detta fornminne |
| Segerstad 93:1              | Stensättning     |              | Segerstad, Värmland |       | 59.357275, 13.202362 | 10217800930001 | Ladda upp en bild av detta fornminne |
| Segerstad 94:1              | Stensättning     |              | Segerstad, Värmland |       | 59.374033, 13.255473 | 10217800940001 | Ladda upp en bild av detta fornminne |
| Segerstad 95:1              | Stensättning     |              | Segerstad, Värmland |       | 59.374594, 13.255237 | 10217800950001 | Ladda upp en bild av detta fornminne |
| Segerstad 96:1              | Stensättning     |              | Segerstad, Värmland |       | 59.361630, 13.276670 | 10217800960001 | Ladda upp en bild av detta fornminne |
| Segerstad 100:1             | Stensättning     |              | Segerstad, Värmland |       | 59.310058, 13.288934 | 10217801000001 | Ladda upp en bild av detta fornminne |
| Segerstad 101:1             | Stensättning     |              | Segerstad, Värmland |       | 59.311455, 13.289165 | 10217801010001 | Ladda upp en bild av detta fornminne |
| Segerstad 104:1             | Stensättning     |              | Segerstad, Värmland |       | 59.303227, 13.313850 | 10217801040001 | Ladda upp en bild av detta fornminne |
| Segerstad 106:1             | Stensättning     |              | Segerstad, Värmland |       | 59.315193, 13.272146 | 10217801060001 | Ladda upp en bild av detta fornminne |
| Segerstad 107:1             | Stensättning     |              | Segerstad, Värmland |       | 59.326242, 13.261972 | 10217801070001 | Ladda upp en bild av detta fornminne |
| Segerstad 109:1             | Stensättning     |              | Segerstad, Värmland |       | 59.326687, 13.257337 | 10217801090001 | Ladda upp en bild av detta fornminne |
| Segerstad 109:2             | Stensättning     |              | Segerstad, Värmland |       | 59.326831, 13.257396 | 10217801090002 | Ladda upp en bild av detta fornminne |
| Segerstad 110:1             | Stensättning     |              | Segerstad, Värmland |       | 59.298274, 13.231439 | 10217801100001 | Ladda upp en bild av detta fornminne |
| Segerstad 111:1             | Stensättning     |              | Segerstad, Värmland |       | 59.304365, 13.242482 | 10217801110001 | Ladda upp en bild av detta fornminne |
| Segerstad 112:1             | Stensättning     |              | Segerstad, Värmland |       | 59.334490, 13.252727 | 10217801120001 | Ladda upp en bild av detta fornminne |
| Segerstad 113:1             | Stensättning     |              | Segerstad, Värmland |       | 59.293458, 13.187648 | 10217801130001 | Ladda upp en bild av detta fornminne |
| Segerstad 114:1             | Stensättning     |              | Segerstad, Värmland |       | 59.285800, 13.198119 | 10217801140001 | Ladda upp en bild av detta fornminne |
| Segerstad 115:1             | Stensättning     |              | Segerstad, Värmland |       | 59.280414, 13.223891 | 10217801150001 | Ladda upp en bild av detta fornminne |
| Segerstad 116:1             | Stensättning     |              | Segerstad, Värmland |       | 59.326932, 13.254261 | 10217801160001 | Ladda upp en bild av detta fornminne |
| Segerstad 116:2             | Stensättning     |              | Segerstad, Värmland |       | 59.326914, 13.253805 | 10217801160002 | Ladda upp en bild av detta fornminne |
| Segerstad 117:1             | Stensättning     |              | Segerstad, Värmland |       | 59.327111, 13.250557 | 10217801170001 | Ladda upp en bild av detta fornminne |
| Segerstad 118:1             | Stensättning     |              | Segerstad, Värmland |       | 59.323402, 13.239624 | 10217801180001 | Ladda upp en bild av detta fornminne |
| Segerstad 118:3             | Stensättning     |              | Segerstad, Värmland |       | 59.323241, 13.239654 | 10217801180003 | Ladda upp en bild av detta fornminne |
| Segerstad 118:4             | Stensättning     |              | Segerstad, Värmland |       | 59.323184, 13.239500 | 10217801180004 | Ladda upp en bild av detta fornminne |
| Segerstad 118:5             | Stensättning     |              | Segerstad, Värmland |       | 59.323085, 13.239490 | 10217801180005 | Ladda upp en bild av detta fornminne |
| Segerstad 119:1             | Stensättning     |              | Segerstad, Värmland |       | 59.324140, 13.236985 | 10217801190001 | Ladda upp en bild av detta fornminne |
| Segerstad 140:1             | Stensättning     |              | Segerstad, Värmland |       | 59.323931, 13.208762 | 10217801400001 | Ladda upp en bild av detta fornminne |
| Segerstad 140:2             | Stensättning     |              | Segerstad, Värmland |       | 59.324013, 13.208844 | 10217801400002 | Ladda upp en bild av detta fornminne |
| Segerstad 140:3             | Stensättning     |              | Segerstad, Värmland |       | 59.323833, 13.208822 | 10217801400003 | Ladda upp en bild av detta fornminne |
| Segerstad 140:4             | Stensättning     |              | Segerstad, Värmland |       | 59.323741, 13.208671 | 10217801400004 | Ladda upp en bild av detta fornminne |
| Segerstad 141:1             | Stensättning     |              | Segerstad, Värmland |       | 59.319106, 13.187115 | 10217801410001 | Ladda upp en bild av detta fornminne |
| Segerstad 141:2             | Stensättning     |              | Segerstad, Värmland |       | 59.319199, 13.187266 | 10217801410002 | Ladda upp en bild av detta fornminne |
| Segerstad 143:1             | Stensättning     |              | Segerstad, Värmland |       | 59.336207, 13.207368 | 10217801430001 | Ladda upp en bild av detta fornminne |
| Segerstad 145               | Hög              |              | Segerstad, Värmland |       | 59.323649, 13.248040 | 12000000025326 | Ladda upp en bild av detta fornminne |
| Segerstad 146               | Hög              |              | Segerstad, Värmland |       | 59.323353, 13.248098 | 12000000025327 | Ladda upp en bild av detta fornminne |
| Segerstad 147               | Stensättning     |              | Segerstad, Värmland |       | 59.323889, 13.247952 | 12000000025328 | Ladda upp en bild av detta fornminne |
| Segerstad 149               | Hög              |              | Segerstad, Värmland |       | 59.324443, 13.248244 | 12000000025330 | Ladda upp en bild av detta fornminne |
| Segerstad 150               | Stensättning     |              | Segerstad, Värmland |       | 59.322964, 13.248304 | 12000000025331 | Ladda upp en bild av detta fornminne |
| Segerstad 152               | Hög              |              | Segerstad, Värmland |       | 59.324703, 13.248699 | 12000000025333 | Ladda upp en bild av detta fornminne |
| Segerstad 153               | Gravfält         |              | Segerstad, Värmland |       | 59.320584, 13.248394 | 12000000025334 | Ladda upp en bild av detta fornminne |
| Segerstad 154               | Hög              |              | Segerstad, Värmland |       | 59.322726, 13.248637 | 12000000025337 | Ladda upp en bild av detta fornminne |
| Segerstad 156               | Hällristning     |              | Segerstad, Värmland |       | 59.374885, 13.210210 | 12000000065565 | Ladda upp en bild av detta fornminne |
| Segerstad 157               | Stensättning     |              | Segerstad, Värmland |       | 59.280639, 13.271516 | 12000000087805 | Ladda upp en bild av detta fornminne |

## Väse
| Namn                             | Lämningstyp  | Tillkomsttid | Historisk indelning | Plats | Läge                 | ID-nr          | Bild                                      |
| -------------------------------- | ------------ | ------------ | ------------------- | ----- | -------------------- | -------------- | ----------------------------------------- |
| Väse 9:1                         | Gravfält     |              | Väse, Värmland      |       | 59.406482, 13.853636 | 10220000090001 | Ladda upp en bild av detta fornminne      |
| Väse 12:1                        | Stensättning |              | Väse, Värmland      |       | 59.398920, 13.846174 | 10220000120001 | Ladda upp en bild av detta fornminne      |
| Väse 13:1                        | Stensättning |              | Väse, Värmland      |       | 59.397540, 13.845127 | 10220000130001 | Ladda upp en bild av detta fornminne      |
| Väse 13:2                        | Stensättning |              | Väse, Värmland      |       | 59.397589, 13.844842 | 10220000130002 | Ladda upp en bild av detta fornminne      |
| Helgetorp (Väse 14:1)            | Gravfält     |              | Väse, Värmland      |       | 59.399526, 13.830599 | 10220000140001 | Ladda upp en bild av detta fornminne      |
| Vr 2/Väsestenen (Väse 21:1)      | Runristning  | Vikingatiden | Väse, Värmland      | Rör   | 59.419081, 13.811024 | 10220000210001 | Ladda upp en till bild av detta fornminne |
| Väse 23:1                        | Röse         |              | Väse, Värmland      |       | 59.414793, 13.801709 | 10220000230001 | Ladda upp en bild av detta fornminne      |
| Hambergs hage (Väse 27:1)        | Gravfält     |              | Väse, Värmland      |       | 59.419785, 13.826938 | 10220000270001 | Ladda upp en bild av detta fornminne      |
| Hambergs hage (Väse 28:1)        | Gravfält     |              | Väse, Värmland      |       | 59.420265, 13.826304 | 10220000280001 | Ladda upp en bild av detta fornminne      |
| Väse 29:1                        | Hög          |              | Väse, Värmland      |       | 59.419287, 13.827924 | 10220000290001 | Ladda upp en bild av detta fornminne      |
| Väse 29:2                        | Hög          |              | Väse, Värmland      |       | 59.419322, 13.827799 | 10220000290002 | Ladda upp en bild av detta fornminne      |
| Väse 29:3                        | Hög          |              | Väse, Värmland      |       | 59.419355, 13.827638 | 10220000290003 | Ladda upp en bild av detta fornminne      |
| Väse 31:1                        | Stensättning |              | Väse, Värmland      |       | 59.425744, 13.808498 | 10220000310001 | Ladda upp en bild av detta fornminne      |
| Väse 31:2                        | Stensättning |              | Väse, Värmland      |       | 59.425850, 13.808404 | 10220000310002 | Ladda upp en bild av detta fornminne      |
| Väse 31:3                        | Stensättning |              | Väse, Värmland      |       | 59.425837, 13.808704 | 10220000310003 | Ladda upp en bild av detta fornminne      |
| Väse 31:4                        | Stensättning |              | Väse, Värmland      |       | 59.425916, 13.808611 | 10220000310004 | Ladda upp en bild av detta fornminne      |
| Väse 32:1                        | Gravfält     |              | Väse, Värmland      |       | 59.418378, 13.831186 | 10220000320001 | Ladda upp en bild av detta fornminne      |
| Väse 37:1                        | Stensättning |              | Väse, Värmland      |       | 59.428234, 13.832865 | 10220000370001 | Ladda upp en bild av detta fornminne      |
| Väse 37:2                        | Stensättning |              | Väse, Värmland      |       | 59.428048, 13.833087 | 10220000370002 | Ladda upp en bild av detta fornminne      |
| Väse 39:1                        | Röse         |              | Väse, Värmland      |       | 59.390691, 13.760479 | 10220000390001 | Ladda upp en bild av detta fornminne      |
| Väse 40:1                        | Röse         |              | Väse, Värmland      |       | 59.390615, 13.763107 | 10220000400001 | Ladda upp en bild av detta fornminne      |
| Väse 40:2                        | Röse         |              | Väse, Värmland      |       | 59.390465, 13.763257 | 10220000400002 | Ladda upp en bild av detta fornminne      |
| Väse 41:1                        | Gravfält     |              | Väse, Värmland      |       | 59.389075, 13.770291 | 10220000410001 | Ladda upp en bild av detta fornminne      |
| Väse 44:1                        | Gravfält     |              | Väse, Värmland      |       | 59.356784, 13.774433 | 10220000440001 | Ladda upp en bild av detta fornminne      |
| Väse 46:1                        | Röse         |              | Väse, Värmland      |       | 59.365941, 13.770026 | 10220000460001 | Ladda upp en bild av detta fornminne      |
| Väse 50:1                        | Röse         |              | Väse, Värmland      |       | 59.334019, 13.858086 | 10220000500001 | Ladda upp en bild av detta fornminne      |
| Väse 50:2                        | Röse         |              | Väse, Värmland      |       | 59.333932, 13.858267 | 10220000500002 | Ladda upp en bild av detta fornminne      |
| Väse 52:1                        | Röse         |              | Väse, Värmland      |       | 59.446614, 13.850820 | 10220000520001 | Ladda upp en bild av detta fornminne      |
| Väse 53:1                        | Röse         |              | Väse, Värmland      |       | 59.445889, 13.852731 | 10220000530001 | Ladda upp en bild av detta fornminne      |
| Väse 53:2                        | Röse         |              | Väse, Värmland      |       | 59.446090, 13.852419 | 10220000530002 | Ladda upp en bild av detta fornminne      |
| Väse 53:3                        | Röse         |              | Väse, Värmland      |       | 59.446177, 13.852238 | 10220000530003 | Ladda upp en bild av detta fornminne      |
| Väse 101:1                       | Stensättning |              | Väse, Värmland      |       | 59.401926, 13.882838 | 10220001010001 | Ladda upp en bild av detta fornminne      |
| Väse 101:2                       | Röse         |              | Väse, Värmland      |       | 59.401842, 13.882649 | 10220001010002 | Ladda upp en bild av detta fornminne      |
| Väse 101:3                       | Stensättning |              | Väse, Värmland      |       | 59.401768, 13.882460 | 10220001010003 | Ladda upp en bild av detta fornminne      |
| Väse 102:1                       | Röse         |              | Väse, Värmland      |       | 59.401070, 13.882059 | 10220001020001 | Ladda upp en bild av detta fornminne      |
| Väse 102:2                       | Stensättning |              | Väse, Värmland      |       | 59.401028, 13.882220 | 10220001020002 | Ladda upp en bild av detta fornminne      |
| Väse 102:3                       | Röse         |              | Väse, Värmland      |       | 59.400945, 13.882102 | 10220001020003 | Ladda upp en bild av detta fornminne      |
| Väse 104:1                       | Röse         |              | Väse, Värmland      |       | 59.398939, 13.878764 | 10220001040001 | Ladda upp en bild av detta fornminne      |
| Väse 104:2                       | Röse         |              | Väse, Värmland      |       | 59.398857, 13.878681 | 10220001040002 | Ladda upp en bild av detta fornminne      |
| Väse 104:3                       | Röse         |              | Väse, Värmland      |       | 59.398739, 13.878617 | 10220001040003 | Ladda upp en bild av detta fornminne      |
| Väse 104:4                       | Stensättning |              | Väse, Värmland      |       | 59.398640, 13.878588 | 10220001040004 | Ladda upp en bild av detta fornminne      |
| Väse 105:1                       | Röse         |              | Väse, Värmland      |       | 59.399179, 13.879226 | 10220001050001 | Ladda upp en bild av detta fornminne      |
| Väse 106:1                       | Röse         |              | Väse, Värmland      |       | 59.400021, 13.879090 | 10220001060001 | Ladda upp en bild av detta fornminne      |
| Väse 106:2                       | Röse         |              | Väse, Värmland      |       | 59.399978, 13.879234 | 10220001060002 | Ladda upp en bild av detta fornminne      |
| Väse 106:3                       | Stensättning |              | Väse, Värmland      |       | 59.400269, 13.879499 | 10220001060003 | Ladda upp en bild av detta fornminne      |
| Väse 106:4                       | Stensättning |              | Väse, Värmland      |       | 59.400378, 13.879545 | 10220001060004 | Ladda upp en bild av detta fornminne      |
| Väse 107:1                       | Röse         |              | Väse, Värmland      |       | 59.396954, 13.879370 | 10220001070001 | Ladda upp en bild av detta fornminne      |
| Väse 107:2                       | Stensättning |              | Väse, Värmland      |       | 59.396830, 13.879448 | 10220001070002 | Ladda upp en bild av detta fornminne      |
| Väse 109:1                       | Stensättning |              | Väse, Värmland      |       | 59.411855, 13.910934 | 10220001090001 | Ladda upp en bild av detta fornminne      |
| Väse 109:2                       | Stensättning |              | Väse, Värmland      |       | 59.411825, 13.910759 | 10220001090002 | Ladda upp en bild av detta fornminne      |
| Väse 109:3                       | Stensättning |              | Väse, Värmland      |       | 59.411746, 13.910852 | 10220001090003 | Ladda upp en bild av detta fornminne      |
| Väse 109:4                       | Stensättning |              | Väse, Värmland      |       | 59.411665, 13.910838 | 10220001090004 | Ladda upp en bild av detta fornminne      |
| Väse 112:1                       | Röse         |              | Väse, Värmland      |       | 59.532357, 13.822414 | 10220001120001 | Ladda upp en bild av detta fornminne      |
| Väse 113:1                       | Stensättning |              | Väse, Värmland      |       | 59.529131, 13.822886 | 10220001130001 | Ladda upp en bild av detta fornminne      |
| Väse 113:2                       | Röse         |              | Väse, Värmland      |       | 59.529017, 13.822469 | 10220001130002 | Ladda upp en bild av detta fornminne      |
| Väse 114:1                       | Röse         |              | Väse, Värmland      |       | 59.527410, 13.837905 | 10220001140001 | Ladda upp en bild av detta fornminne      |
| Väse 114:2                       | Röse         |              | Väse, Värmland      |       | 59.527281, 13.838885 | 10220001140002 | Ladda upp en bild av detta fornminne      |
| Väse 117:1                       | Röse         |              | Väse, Värmland      |       | 59.527703, 13.864736 | 10220001170001 | Ladda upp en bild av detta fornminne      |
| Väse 117:3                       | Röse         |              | Väse, Värmland      |       | 59.527676, 13.865356 | 10220001170003 | Ladda upp en bild av detta fornminne      |
| Väse 117:4                       | Stensättning |              | Väse, Värmland      |       | 59.527931, 13.866208 | 10220001170004 | Ladda upp en bild av detta fornminne      |
| Väse 117:5                       | Stensättning |              | Väse, Värmland      |       | 59.527917, 13.866421 | 10220001170005 | Ladda upp en bild av detta fornminne      |
| Väse 118:1                       | Stensättning |              | Väse, Värmland      |       | 59.526545, 13.859942 | 10220001180001 | Ladda upp en bild av detta fornminne      |
| Väse 127:1                       | Stensättning |              | Väse, Värmland      |       | 59.414556, 13.912069 | 10220001270001 | Ladda upp en bild av detta fornminne      |
| Väse 170:1                       | Stensättning |              | Väse, Värmland      |       | 59.530119, 13.822280 | 10220001700001 | Ladda upp en bild av detta fornminne      |
| Väse 186:1                       | Stensättning |              | Väse, Värmland      |       | 59.526246, 13.867630 | 10220001860001 | Ladda upp en bild av detta fornminne      |
| Väse 215:1                       | Stensättning |              | Väse, Värmland      |       | 59.389636, 13.756212 | 10220002150001 | Ladda upp en bild av detta fornminne      |
| Ökna kvarn (Väse 226:1)          | Kvarn        |              | Väse, Värmland      |       | 59.533927, 13.979573 | 10220002260001 | Ladda upp en bild av detta fornminne      |
| Väse 248:1                       | Stensättning |              | Väse, Värmland      |       | 59.425790, 13.785834 | 10220002480001 | Ladda upp en bild av detta fornminne      |
| Väse 249:1                       | Stensättning |              | Väse, Värmland      |       | 59.424214, 13.780888 | 10220002490001 | Ladda upp en bild av detta fornminne      |
| Väse 254:1                       | Stensättning |              | Väse, Värmland      |       | 59.408753, 13.778077 | 10220002540001 | Ladda upp en bild av detta fornminne      |
| Väse 255:1                       | Stensättning |              | Väse, Värmland      |       | 59.407473, 13.770281 | 10220002550001 | Ladda upp en bild av detta fornminne      |
| Väse 258:1                       | Stensättning |              | Väse, Värmland      |       | 59.389214, 13.771729 | 10220002580001 | Ladda upp en bild av detta fornminne      |
| Väse 261:1                       | Stensättning |              | Väse, Värmland      |       | 59.420433, 13.800601 | 10220002610001 | Ladda upp en bild av detta fornminne      |
| Väse 261:2                       | Stensättning |              | Väse, Värmland      |       | 59.420512, 13.800145 | 10220002610002 | Ladda upp en bild av detta fornminne      |
| Väse 267:1                       | Stensättning |              | Väse, Värmland      |       | 59.426339, 13.799881 | 10220002670001 | Ladda upp en bild av detta fornminne      |
| Väse 267:2                       | Stensättning |              | Väse, Värmland      |       | 59.426334, 13.799703 | 10220002670002 | Ladda upp en bild av detta fornminne      |
| Väse 287:1                       | Stensättning |              | Väse, Värmland      |       | 59.426500, 13.856157 | 10220002870001 | Ladda upp en bild av detta fornminne      |
| Väse 287:2                       | Stensättning |              | Väse, Värmland      |       | 59.426414, 13.856355 | 10220002870002 | Ladda upp en bild av detta fornminne      |
| Väse 287:3                       | Stensättning |              | Väse, Värmland      |       | 59.426319, 13.856643 | 10220002870003 | Ladda upp en bild av detta fornminne      |
| Väse 321:1                       | Stensättning |              | Väse, Värmland      |       | 59.387800, 13.839335 | 10220003210001 | Ladda upp en bild av detta fornminne      |
| Väse 322:1                       | Stensättning |              | Väse, Värmland      |       | 59.383941, 13.846634 | 10220003220001 | Ladda upp en bild av detta fornminne      |
| Väse 329:1                       | Stensättning |              | Väse, Värmland      |       | 59.396648, 13.844333 | 10220003290001 | Ladda upp en bild av detta fornminne      |
| Väse 334:1                       | Stensättning |              | Väse, Värmland      |       | 59.393544, 13.878243 | 10220003340001 | Ladda upp en bild av detta fornminne      |
| Väse 334:2                       | Stensättning |              | Väse, Värmland      |       | 59.393511, 13.878492 | 10220003340002 | Ladda upp en bild av detta fornminne      |
| Väse 356:1                       | Stensättning |              | Väse, Värmland      |       | 59.322603, 13.779542 | 10220003560001 | Ladda upp en bild av detta fornminne      |
| Väse 371:1                       | Stensättning |              | Väse, Värmland      |       | 59.350212, 13.759810 | 10220003710001 | Ladda upp en bild av detta fornminne      |
| Väse 387:1                       | Stensättning |              | Väse, Värmland      |       | 59.427345, 13.910077 | 10220003870001 | Ladda upp en bild av detta fornminne      |
| Väse 391:1                       | Stensättning |              | Väse, Värmland      |       | 59.421850, 13.923483 | 10220003910001 | Ladda upp en bild av detta fornminne      |
| Väse 391:2                       | Stensättning |              | Väse, Värmland      |       | 59.421733, 13.923437 | 10220003910002 | Ladda upp en bild av detta fornminne      |
| Väse 399:1                       | Stensättning |              | Väse, Värmland      |       | 59.444959, 13.910880 | 10220003990001 | Ladda upp en bild av detta fornminne      |
| Väse 401:1                       | Stensättning |              | Väse, Värmland      |       | 59.448229, 13.880950 | 10220004010001 | Ladda upp en bild av detta fornminne      |
| Väse 401:2                       | Stensättning |              | Väse, Värmland      |       | 59.448182, 13.880794 | 10220004010002 | Ladda upp en bild av detta fornminne      |
| Såtångs nedre kvarn (Väse 427:1) | Kvarn        |              | Väse, Värmland      |       | 59.478229, 13.830458 | 10220004270001 | Ladda upp en bild av detta fornminne      |
| Väse 526:1                       | Stensättning |              | Väse, Värmland      |       | 59.433552, 13.813223 | 10220005260001 | Ladda upp en bild av detta fornminne      |
| Väse 532:1                       | Stensättning |              | Väse, Värmland      |       | 59.388778, 13.842597 | 10220005320001 | Ladda upp en bild av detta fornminne      |
| Väse 541:1                       | Stensättning |              | Väse, Värmland      |       | 59.426149, 13.801391 | 10220005410001 | Ladda upp en bild av detta fornminne      |
| Väse 549                         | Stensättning |              | Väse, Värmland      |       | 59.396640, 13.812952 | 12000000121090 | Ladda upp en bild av detta fornminne      |
| Väse 550                         | Stensättning |              | Väse, Värmland      |       | 59.397123, 13.812915 | 12000000121091 | Ladda upp en bild av detta fornminne      |
| Väse 551                         | Fiskeläge    |              | Väse, Värmland      |       | 59.328287, 13.832406 | 12000000121092 | Ladda upp en bild av detta fornminne      |
| Väse 552                         | Hög          |              | Väse, Värmland      |       | 59.396073, 13.811354 | 12000000121094 | Ladda upp en bild av detta fornminne      |
| Väse 553                         | Stensättning |              | Väse, Värmland      |       | 59.311927, 13.827704 | 12000000121095 | Ladda upp en bild av detta fornminne      |
| Väse 554                         | Stensättning |              | Väse, Värmland      |       | 59.396202, 13.811505 | 12000000121096 | Ladda upp en bild av detta fornminne      |
| Väse 555                         | Stensättning |              | Väse, Värmland      |       | 59.311855, 13.827749 | 12000000121097 | Ladda upp en bild av detta fornminne      |

## Älvsbacka
| Namn           | Lämningstyp | Tillkomsttid | Historisk indelning | Plats | Läge                 | ID-nr          | Bild                                 |
| -------------- | ----------- | ------------ | ------------------- | ----- | -------------------- | -------------- | ------------------------------------ |
| Älvsbacka 19:1 | Kvarn       |              | Älvsbacka, Värmland |       | 59.735726, 13.671000 | 10220600190001 | Ladda upp en bild av detta fornminne |

## Östra Fågelvik
| Namn                              | Lämningstyp  | Tillkomsttid | Historisk indelning      | Plats | Läge                 | ID-nr          | Bild                                      |
| --------------------------------- | ------------ | ------------ | ------------------------ | ----- | -------------------- | -------------- | ----------------------------------------- |
| Östra Fågelvik 8:1                | Kyrka/kapell |              | Östra Fågelvik, Värmland |       | 59.421258, 13.720426 | 10221100080001 | Ladda upp en till bild av detta fornminne |
| Östra Fågelvik 10:1               | Gravfält     |              | Östra Fågelvik, Värmland |       | 59.464904, 13.734446 | 10221100100001 | Ladda upp en bild av detta fornminne      |
| Östra Fågelvik 10:2               | Gravfält     |              | Östra Fågelvik, Värmland |       | 59.463985, 13.734045 | 10221100100002 | Ladda upp en bild av detta fornminne      |
| Östra Fågelvik 11:1               | Röse         |              | Östra Fågelvik, Värmland |       | 59.454960, 13.741446 | 10221100110001 | Ladda upp en bild av detta fornminne      |
| Östra Fågelvik 11:2               | Stensättning |              | Östra Fågelvik, Värmland |       | 59.455112, 13.741367 | 10221100110002 | Ladda upp en bild av detta fornminne      |
| Östra Fågelvik 12:1               | Röse         |              | Östra Fågelvik, Värmland |       | 59.453904, 13.740523 | 10221100120001 | Ladda upp en bild av detta fornminne      |
| Östra Fågelvik 12:2               | Röse         |              | Östra Fågelvik, Värmland |       | 59.453751, 13.740462 | 10221100120002 | Ladda upp en bild av detta fornminne      |
| Östra Fågelvik 12:3               | Röse         |              | Östra Fågelvik, Värmland |       | 59.453791, 13.740724 | 10221100120003 | Ladda upp en bild av detta fornminne      |
| Östra Fågelvik 13:1               | Gravfält     |              | Östra Fågelvik, Värmland |       | 59.435388, 13.740242 | 10221100130001 | Ladda upp en bild av detta fornminne      |
| Östra Fågelvik 14:1               | Stensättning |              | Östra Fågelvik, Värmland |       | 59.455233, 13.745063 | 10221100140001 | Ladda upp en bild av detta fornminne      |
| Östra Fågelvik 14:2               | Stensättning |              | Östra Fågelvik, Värmland |       | 59.455352, 13.745232 | 10221100140002 | Ladda upp en bild av detta fornminne      |
| Östra Fågelvik 17:1               | Röse         |              | Östra Fågelvik, Värmland |       | 59.467506, 13.738158 | 10221100170001 | Ladda upp en bild av detta fornminne      |
| Östra Fågelvik 17:2               | Stensättning |              | Östra Fågelvik, Värmland |       | 59.467389, 13.738130 | 10221100170002 | Ladda upp en bild av detta fornminne      |
| Östra Fågelvik 17:3               | Stensättning |              | Östra Fågelvik, Värmland |       | 59.467308, 13.738117 | 10221100170003 | Ladda upp en bild av detta fornminne      |
| Östra Fågelvik 17:4               | Stensättning |              | Östra Fågelvik, Värmland |       | 59.467201, 13.738141 | 10221100170004 | Ladda upp en bild av detta fornminne      |
| Östra Fågelvik 17:5               | Stensättning |              | Östra Fågelvik, Värmland |       | 59.466896, 13.738160 | 10221100170005 | Ladda upp en bild av detta fornminne      |
| Östra Fågelvik 18:1               | Hög          |              | Östra Fågelvik, Värmland |       | 59.449384, 13.710961 | 10221100180001 | Ladda upp en bild av detta fornminne      |
| Östra Fågelvik 18:2               | Stensättning |              | Östra Fågelvik, Värmland |       | 59.449692, 13.711171 | 10221100180002 | Ladda upp en bild av detta fornminne      |
| Östra Fågelvik 20:1               | Röse         |              | Östra Fågelvik, Värmland |       | 59.476835, 13.752924 | 10221100200001 | Ladda upp en bild av detta fornminne      |
| Östra Fågelvik 22:1               | Stensättning |              | Östra Fågelvik, Värmland |       | 59.459315, 13.689831 | 10221100220001 | Ladda upp en bild av detta fornminne      |
| Östra Fågelvik 22:2               | Stensättning |              | Östra Fågelvik, Värmland |       | 59.459358, 13.689158 | 10221100220002 | Ladda upp en bild av detta fornminne      |
| Östra Fågelvik 23:1               | Röse         |              | Östra Fågelvik, Värmland |       | 59.372162, 13.735714 | 10221100230001 | Ladda upp en bild av detta fornminne      |
| Östra Fågelvik 25:1               | Röse         |              | Östra Fågelvik, Värmland |       | 59.367853, 13.686050 | 10221100250001 | Ladda upp en bild av detta fornminne      |
| Östra Fågelvik 27:1               | Gravfält     |              | Östra Fågelvik, Värmland |       | 59.425270, 13.756873 | 10221100270001 | Ladda upp en bild av detta fornminne      |
| Storeberget (Östra Fågelvik 28:1) | Fornborg     |              | Östra Fågelvik, Värmland |       | 59.483277, 13.723126 | 10221100280001 | Ladda upp en bild av detta fornminne      |
| Östra Fågelvik 29:1               | Röse         |              | Östra Fågelvik, Värmland |       | 59.376425, 13.699733 | 10221100290001 | Ladda upp en bild av detta fornminne      |
| Östra Fågelvik 29:2               | Röse         |              | Östra Fågelvik, Värmland |       | 59.376639, 13.699051 | 10221100290002 | Ladda upp en bild av detta fornminne      |
| Östra Fågelvik 30:1               | Röse         |              | Östra Fågelvik, Värmland |       | 59.377644, 13.714615 | 10221100300001 | Ladda upp en bild av detta fornminne      |
| Östra Fågelvik 31:1               | Röse         |              | Östra Fågelvik, Värmland |       | 59.378660, 13.715274 | 10221100310001 | Ladda upp en bild av detta fornminne      |
| Östra Fågelvik 31:2               | Röse         |              | Östra Fågelvik, Värmland |       | 59.378814, 13.715370 | 10221100310002 | Ladda upp en bild av detta fornminne      |
| Östra Fågelvik 32:1               | Röse         |              | Östra Fågelvik, Värmland |       | 59.373548, 13.696709 | 10221100320001 | Ladda upp en bild av detta fornminne      |
| Östra Fågelvik 33:1               | Röse         |              | Östra Fågelvik, Värmland |       | 59.374807, 13.681885 | 10221100330001 | Ladda upp en bild av detta fornminne      |
| Östra Fågelvik 34:1               | Röse         |              | Östra Fågelvik, Värmland |       | 59.376782, 13.683521 | 10221100340001 | Ladda upp en bild av detta fornminne      |
| Östra Fågelvik 34:2               | Stensättning |              | Östra Fågelvik, Värmland |       | 59.376939, 13.683758 | 10221100340002 | Ladda upp en bild av detta fornminne      |
| Östra Fågelvik 36:1               | Röse         |              | Östra Fågelvik, Värmland |       | 59.383224, 13.678226 | 10221100360001 | Ladda upp en bild av detta fornminne      |
| Östra Fågelvik 36:2               | Röse         |              | Östra Fågelvik, Värmland |       | 59.383114, 13.678092 | 10221100360002 | Ladda upp en bild av detta fornminne      |
| Östra Fågelvik 36:3               | Stensättning |              | Östra Fågelvik, Värmland |       | 59.383091, 13.678305 | 10221100360003 | Ladda upp en bild av detta fornminne      |
| Östra Fågelvik 37:1               | Gravfält     |              | Östra Fågelvik, Värmland |       | 59.407405, 13.706946 | 10221100370001 | Ladda upp en bild av detta fornminne      |
| Östra Fågelvik 38:1               | Röse         |              | Östra Fågelvik, Värmland |       | 59.380842, 13.748014 | 10221100380001 | Ladda upp en bild av detta fornminne      |
| Östra Fågelvik 40:1               | Röse         |              | Östra Fågelvik, Värmland |       | 59.425381, 13.771620 | 10221100400001 | Ladda upp en bild av detta fornminne      |
| Östra Fågelvik 42:1               | Stensättning |              | Östra Fågelvik, Värmland |       | 59.506798, 13.729040 | 10221100420001 | Ladda upp en bild av detta fornminne      |
| Östra Fågelvik 49:1               | Stensättning |              | Östra Fågelvik, Värmland |       | 59.424896, 13.764142 | 10221100490001 | Ladda upp en bild av detta fornminne      |
| Östra Fågelvik 49:2               | Stensättning |              | Östra Fågelvik, Värmland |       | 59.424859, 13.763492 | 10221100490002 | Ladda upp en bild av detta fornminne      |
| Östra Fågelvik 50:1               | Röse         |              | Östra Fågelvik, Värmland |       | 59.426552, 13.761522 | 10221100500001 | Ladda upp en bild av detta fornminne      |
| Östra Fågelvik 51:1               | Röse         |              | Östra Fågelvik, Värmland |       | 59.424741, 13.766301 | 10221100510001 | Ladda upp en bild av detta fornminne      |
| Östra Fågelvik 51:2               | Stensättning |              | Östra Fågelvik, Värmland |       | 59.424622, 13.766167 | 10221100510002 | Ladda upp en bild av detta fornminne      |
| Östra Fågelvik 53:1               | Stensättning |              | Östra Fågelvik, Värmland |       | 59.412195, 13.749599 | 10221100530001 | Ladda upp en bild av detta fornminne      |
| Östra Fågelvik 59:1               | Röse         |              | Östra Fågelvik, Värmland |       | 59.505613, 13.747653 | 10221100590001 | Ladda upp en bild av detta fornminne      |
| Östra Fågelvik 84:1               | Stensättning |              | Östra Fågelvik, Värmland |       | 59.462171, 13.739772 | 10221100840001 | Ladda upp en bild av detta fornminne      |
| Östra Fågelvik 84:2               | Stensättning |              | Östra Fågelvik, Värmland |       | 59.462053, 13.739708 | 10221100840002 | Ladda upp en bild av detta fornminne      |
| Östra Fågelvik 84:3               | Stensättning |              | Östra Fågelvik, Värmland |       | 59.461838, 13.739686 | 10221100840003 | Ladda upp en bild av detta fornminne      |
| Östra Fågelvik 94                 | Gravfält     |              | Östra Fågelvik, Värmland |       | 59.405745, 13.618607 | 12000000121047 | Ladda upp en bild av detta fornminne      |
| Östra Fågelvik 96                 | Stensättning |              | Östra Fågelvik, Värmland |       | 59.405945, 13.632776 | 12000000129575 | Ladda upp en bild av detta fornminne      |